# Ulf Andersson (jurist)
Ulf Andersson, född 1945, är en svensk jurist som var lagman i Stenungsunds tingsrätt från 1994 till 2007. 
Andersson utnämndes 26 maj 1994 till lagman i Stenungsunds tingsrät.